# Malcolm Rifkind
Malcolm Leslie Rifkind (Edinburgh, Schotland, 21 juni 1946) is een voormalig Brits politicus en diplomaat van de Conservative Party.
Rifkind was tussen 1979 en 1997 bewindspersoon gedurende gehele kabinetsperiodes van de kabinetten Margaret Thatcher (1979–1990) en John Major (1990–1997). Rifkind was tussen 1974 en 2015 maar liefst 33-jaar lid van het Lagerhuis, eerst voor Edinburgh Pentlands van 1974 tot 1997 en van 2010 tot 2015 voor de duurste wijken in Londen Kensington en Chelsea. In 1997 werd Rifkind benoemd als een Ridder Commandeur in de Orde van Sint-Michaël en Sint-George met het ere-predicaat van Sir.
- Gemeinsame Normdatei: 11941421X
- International Standard Name Identifier: 0000 0000 8188 2375
- Library of Congress Control Number: nb2010026314
- Nationale Bibliotheek van Polen: a0000003603156
- Nederlandse Thesaurus van Auteursnamen: 29891588X
- Système universitaire de documentation: 158617541
- Virtual International Authority File: 119240714
- WorldCat: E39PBJw8VtDCVjMPbydtyCtFrq